# The Inner Light (Star Trek: The Next Generation)
"The Inner Light" é o vigésimo quinto e penúltimo episódio da quinta temporada da série de ficção científica Star Trek: The Next Generation, que foi ao ar pela primeira vez em 1 de junho de 1992. O episódio foi escrito por Morgan Gendel e Peter Allan Fields, baseado em uma história concebida por Gendel, e dirigido por Peter Lauritson. "The Inner Light" venceu o Hugo Award de Melhor Apresentação Dramática em 1993.
Na trama, uma sonda alienígena toma controle do Capitão Picard, que acorda no planeta Kataan como Kamin, um simples serralheiro. Enquanto Kamin vive através dos últimos dias de seu planeta, a tripulação da Enterprise tenta encontrar um modo de interromper a influência da sonda.

## Enredo
Na Data Estelar 45944.1, a Enterprise termina um levantamento magnético do Sistema Parvenium quando encontra uma misteriosa sonda que escaneia a nave e dirige um feixe de energia ao Capitão Jean-Luc Picard, deixando-o inconsciente. Picard acorda no planeta Kataan; uma mulher se identifica como sua esposa, Eline, dizendo a ele que seu nome é Kamin, um serralheiro que acaba de acordar depois de passar vários dias doente. Picard fala de suas memórias na Enterprise, porém Eline e seu melhor amigo Batai tentam convencê-lo de que suas memórias são apenas sonhos, e adaptam ele em sua sociedade como Kamin. Picard começa a viver sua vida no vilarejo de Ressik como Kamin, construindo uma família com Eline, e aprendendo a tocar flauta. Enquanto os anos passam, Kamin começa a perceber que o planeta está sofrendo uma grande seca devido ao aumento da radiação emanada pela estrela do sistema. Ele envia relatórios aos líderes do planeta, porém parece ser ignorado.
Os anos passam e Kamin envelhece, sobrevivendo à sua esposa. A estrela de Kataan continua a elevar a temperatura do planeta para perto de um nível além do tolerado. Um dia, enquanto brincava com seu neto, Kamin é chamado por seus filhos para assistir ao lançamento de um míssil. Quando ele sai de casa, Kamin vê Eline e Batai, tão jovens quanto da primeira vez que ele os viu. Eles explicam que ele já viu o míssil, pouco antes de ir para Ressik. Sabendo que o planeta estava condenado, os líderes decidiram colocar as memórias de sua cultura em uma sonda e a lançaram para o espaço, na esperança de que no futuro alguém pudesse contar a todos sobre sua espécie.
Picard acorda na ponte da Enterprise, descobrindo que apenas 25 minutos haviam se passado. Enquanto estava inconsciente, a tripulação rastreou a origem da sonda até um planeta desolado cuja estrela entrou em supernova havia mais de 1.000 anos. A agora inativa sonda é trazida abordo da Enterprise e a tripulação descobre uma pequena caixa dentro. Riker dá a caixa a Picard que a abre e encontra a flauta de Kamin. Picard, agora perito no instrumento, toca a melodia que ele aprendeu durante sua vida como Kamin.

## Título
Morgan Gendel nomeou o episódio em homenagem a "The Inner Light", um canção escrita por George Harrison e lançada pelos The Beatles como um lado-B de "Lady Madonna":
Sem sair da minha porta

Eu posso conhecer todas as coisas do mundo

Sem olhar pela janela

Eu posso saber todos os caminhos do paraíso
A letra da canção de Harrison por sua vez é baseada no capítulo 47 do livro taoista Tao Te Ching:
Sem sair de casa

Conhece-se o mundo.

Sem olhar pela janela

Vê-se o Tao do céu.

Quanto mais longe se vai

Menos se conhece.
Por isto o homem santo

Não viaja e conhece

Não olha e sabe

Não age e realiza.
De acordo com Gendel, a canção "capturava o tema do episódio: que Picard experimentou uma vida de memórias tudo em sua cabeça".

## Flauta ressikana
Depois do episódio ter ido ao ar, a flauta de Picard podia ser ocasionalmente vista dentro de sua caixa sobre sua mesa. Sua última aparição foi em uma cena deletada de Star Trek Nemesis, onde o Tenente-Comandante Data a pega e a examina enquanto discute a vida humana com Picard. A cena originalmente ocorreria logo após a cena do casamento.
A flauta é considerada a última lembrança de vida virtual de Picard no planeta pelo resto da série. Ela tem um papel importante no episódio "Lessons" da sexta temporada, onde Picard desenvolve um relação romântica com uma cartógrafa estelar que foi transferida para a Enterprise, Nella Daren, que encoraja seu lado musical, e que com ele toca um versão em dueto do tema de "The Inner Light". Mais tarde, Picard é visto gravando um peça com a flauta no começo de "A Fistful of Datas".
O instrumento se parece com um tin whistle ou flauta irlandesa, em que um som muito similar pode ser produzido.
O simples tema que Picard toca com a flauta foi mais tarde adaptado por seu compositor original, Jay Chattaway, em uma suíte orquestral para o aniversário de 30 anos de Star Trek.

### Leilão
A flauta ressikana de metal foi um dos itens colocado para venda no leilão oficial de objetos de Star Trek organizado pela Christie's, que ocorreu entre 5 e 7 de outubro de 2006, em celebração ao aniversário de 40 anos da franquia. A flauta, que não pode ser realmente tocada, foi originalmente estimada em um valor de US$ 300. Os diretores do leilão admitiram que suas estimativas para muitos itens não incluíam o fator "emocional gerado em volta desse tipo de material". A estimativa foi mais tarde aumentada para US$ 800-1.200 no site oficial da Christie's.
Nos dias que antecederam ao leilão, Denise Okuda, antiga artista cênica e supervisora de vídeo de Star Trek e co-autora do catálogo do leilão, disse: "Este é o item que as pessoas dizem que eles precisam ter, porque é tão icônico e de um episódio tão amado". O lance final da flauta no leilão foi de US$ 40.000. Incluindo os 20% de honorários que a Christie's cobra em todos os itens, o preço total da flauta foi de US$ 48.000.

## Repercussão
"The Inner Light" é considerado pelos fãs como o episódio mais comovente de toda a série, junto com o similar "Family". É o episódio favorito dos atores Sir Patrick Stewart, que interpretava Picard, e Wil Wheaton, que interpretava Wesley Crusher. A autora de Star Trek, Susan Sackett, nota que esse também é seu episódio favorito apesar dela não tê-lo escrito. O produtor Michael Piller elege este, junto com "The Measure of a Man" e "The Offspring", como um de seus favoritos de The Next Generation, "porque eles tiveram impactos emocionais incríveis. E eles genuinamente exploraram a condição humana, que é o que essa franquia faz melhor do que qualquer outra quando a faz bem", "The Inner Light" estava entre os cinco episódios na "maratona dos espectadores" que foi transmitida antes da estreia do último episódio da série,[carece de fontes?] e foi eleito pela Entertainment Weekly como o terceiro melhor episódio de toda The Next Generation. Zack Handlen da The A.V. Club deu ao episódio uma nota "A+", dizendo que "The Inner Light" é um "episódio espertamente construído" e que ele consegue ser "lindo, esperançoso e [emocionalmente] devastador ".
O episódio venceu o Hugo Award de Melhor Apresentação Dramática (Morgan Gendel, Peter Allan Fields e Peter Lauritson) em 1993. O prêmio foi entregue na Convenção Mundial de Ficção Científica em San Francisco. "The Inner Light" foi o primeiro episódio de televisão a receber tal honraria desde "The City on the Edge of Forever, de Star Trek: The Original Series, em 1968. Os outros episódios de Star Trek a vencerem o Hugo são "The Menagerie" e "All Good Things...". O episódio também foi indicado ao Primetime Emmy Award de Melhor Maquiagem para uma Série (Doug Drexler, June Abston Haymore, Gerald Quist, Jill Rockow, Karen Westerfield e Michael Westmore).